# Grâne (Drôme)
Grâne település Franciaországban, Drôme megyében. Lakosainak száma 2136 fő (2022. január 1.). Grâne Allex, Chabrillan, Cliousclat, Eurre, Livron-sur-Drôme, Loriol-sur-Drôme, Marsanne, Mirmande és La Roche-sur-Grane községekkel határos.

## Népesség
A település népességének változása:
| Lakosok száma | 1125 | 1183 | 1384 | 1680 | 1836 | 1877 | 1913 | 1961 | 2007 | 2136 |
|               | 1968 | 1982 | 1990 | 2006 | 2013 | 2015 | 2017 | 2019 | 2020 | 2022 |